# کناردنگ
کناردنگ، روستایی در دهستان جازموریان بخش مرکزی شهرستان جازموریان در استان کرمان ایران است.

## جمعیت
بر پایه سرشماری عمومی نفوس و مسکن در سال ۱۳۹۵، جمعیت این روستا برابر با ۱۱۵ نفر (۳۶ خانوار) بوده است.